# Битка код реке Терек
Битка код реке Терек је била друга најважнија битка Тимуридског царства и Златне хорде. Одиграла се на месту реке Терек, Северни Кавказ.
Токтамишова коњица напала је десни бок и центар Тимурове војске. Међутим, неки емири Златне Хорде су пребегли на Тимурову страну. Ово је помогло Тимуру да разбије леви бок Токашиминове војске а заим и остатак војске. Победничка војска Тимура почела је са уништавањем токашиминових градова док се налазила поред Волге. Међу уништеним градовима били су: Хаџитархан, Азов, Маджар, Стари Сарај, Увек.